# Takeshi Kanamori
Takeshi Kanamori (金森 健志, Kanamori Takeshi), né le 4 avril 1994 à Fukuoka au Japon, est un footballeur japonais. Il évolue au poste de milieu de terrain à Avispa Fukuoka.

## Biographie
Avec la sélection japonaise, il participe aux Jeux asiatiques en 2014.
Le 18 juin 2016, il inscrit avec l'Avispa Fukuoka un doublé en première division japonaise, contre le club du Kawasaki Frontale.
Le 18 février 2021, Takeshi Kanamori fait son retour dans le club de ses débuts, l'Avispa Fukuoka.